# Хорошков, Алексей Алексеевич
Алексей Алексеевич Хорошко́в (1867—1924) — русский ботаник-самоучка, профессор Иваново-Вознесенского политехникума.

## Биография
Родился в 1867 году в семье приказчика. Учился в Московском коммерческом училище, затем, увлёкшись ботаникой, стал изучать водные растения Московского региона. Самостоятельно занимался изучением ботаники, химии, латыни и иностранных языков.
В 1920 году предложил способ сушки растений для гербария в ватных матрасиках.
С 1890 года собирал гербарий в окрестностях Москвы, впоследствии использованный Д. П. Сырейщиковым при составлении «Иллюстрированный флоры Московской губернии» (1906—1914). Сам А. А. Хорошков принимал участие и в написании этой работы, в частности, подготовил для неё обработку семейства Мареновые.
В 1919 году переехал в Иваново-Вознесенск, став младшим ассистентом в Иваново-Вознесенском политехникуме. В 1920 году начал преподавать в звании профессора.
Скончался в 1924 году.

## Некоторые публикации
- Хорошков, А. А. Дополнение к флоре Московской губернии // Труды Ботанического сада Юрьевского университета. — 1907. — Т. 8, вып. 1.
- Хорошков, А. А. Ботанические исследования Иваново-Вознесенской губернии Иваново-Вознесенским научным институтом по изучению природы края // Известия Иваново-Вознесенского политехнического института. — 1923. — Вып. 3. — С. 3—21.
- Хорошков, А. А. Материалы для флоры Иваново-Вознесенской губернии // Бюллетень МОИП, отделение биологическое. — 1925. — Т. 33, вып. 3—4. — С. 244—258.